# Secular Pro-Life
Secular Pro-Life (SPL) est une organisation anti-avortement américaine. SPL plaide contre l'avortement et mène des actions de plaidoyer, y compris sur les campus universitaires. 

## Statistiques
L'activisme anti-avortement aux États-Unis est principalement associé à la droite religieuse. Aux États-Unis, 72% des personnes non affiliées religieusement disent que «l'avortement devrait être légal dans la plupart ou tous les cas» contre 53% chez le grand public. Parmi les athées et agnostiques, 84% disent que l'avortement devrait être légal dans la plupart ou tous les cas, alors que 75% des protestants évangéliques blancs disent que l'avortement est moralement répréhensible; seules 25% des personnes non affiliées religieusement le déclarent. L'Oxford Handbook of Religion and American Politics note que 22% des Américains non religieux non affiliés se décrivent comme «pro-vie sur l'avortement», tandis que seulement 12% des athées et agnostiques le sont.

## Histoire

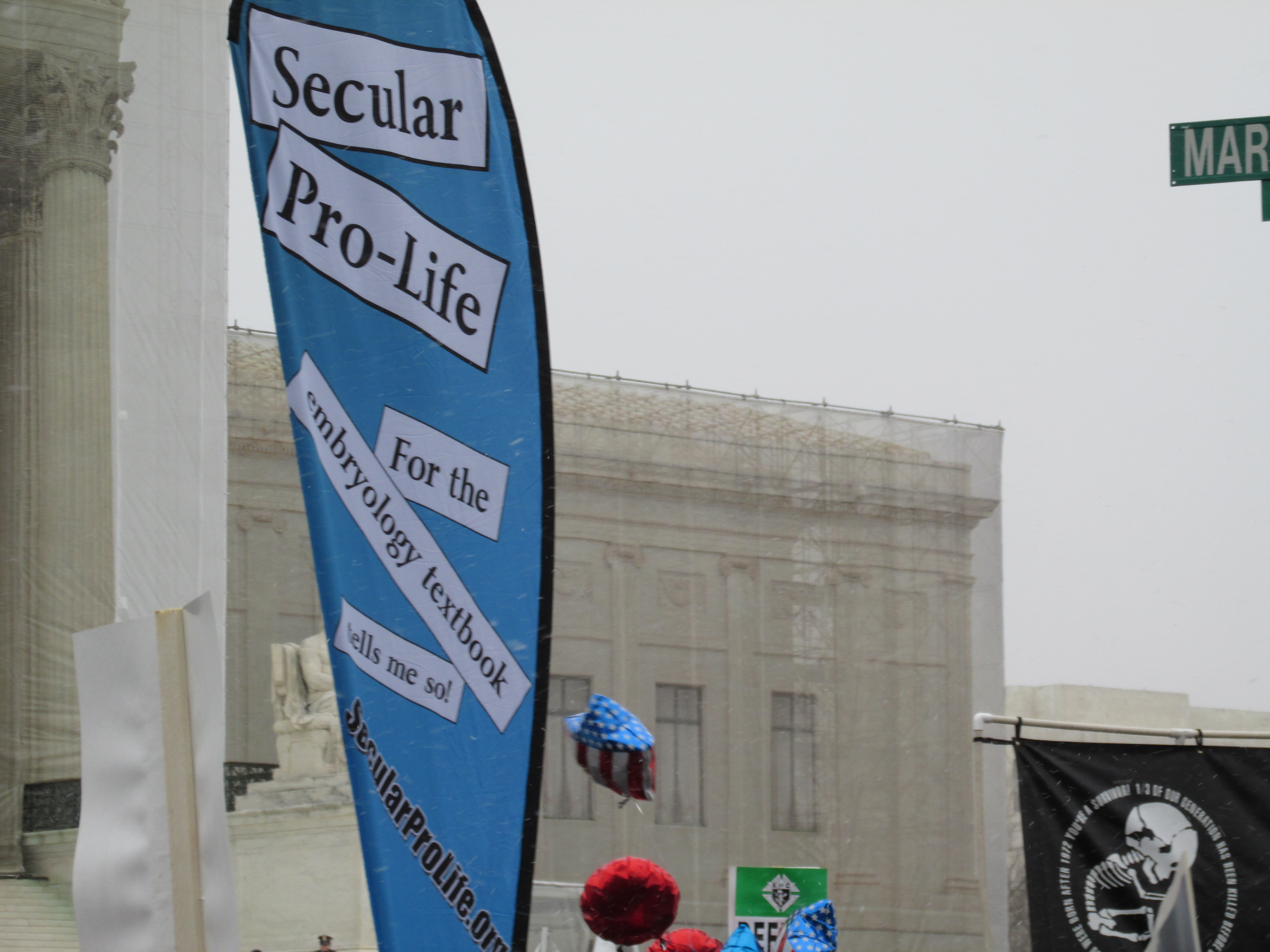
Une bannière Pro-Life à la Marche pour la vie à Washington, DC en 2013.

Secular Pro-Life a été fondée en 2009 mais a fait sa première apparition remarquée lors de la conférence 2012 des American Atheists. Leur présence là-bas a provoqué une certaine controverse au sein de la communauté athée. 
En février 2014, le président de Secular Pro-Life Kelsey Hazzard a prononcé un discours à l'Université de Géorgie intitulé "Pro-Life Without God". Dans la perspective de l'événement, les affiches du SPL ont été retirées à plusieurs reprises dans le but de contrecarrer la présentation d'Hazzard.